# Dmitrij Strielczinin
Dmitrij Strielczinin (ros. Дмитрий Стрельчинин; ur. 25 kwietnia 1973) – rosyjski bokser, brązowy medalista Mistrzostw Europy 1998 w Mińsku, brązowy medalista Igrzysk Dobrej Woli w 1998 roku w Nowym Jorku, mistrz Rosji w kategorii średniej z roku 1996 oraz wicemistrz z roku 1995 i 1998.

## Kariera
W marcu 1994 doszedł do finału 13. edycji turnieju Trofeo Italia w Mestre. W finale przegrał z Litwinem Vitalijusem Karpačiauskasem, któremu uległ na punkty (1:8). W lipcu 1994 występował na Igrzyskach Dobrej Woli 1994 w Petersburgu (kategoria lekkośrednia). Udział zakończył na ćwierćfinale, przegrywając na punkty z Siergiejem Karawajewem.
W marcu 1995 zdobył wicemistrzostwo Rosji w kategorii średniej. W finale przegrał walkowerem z Aleksandrem Lebziakiem, nie przystępując do pojedynku. We wrześniu tego samego roku zwyciężył w pucharze Rosji.
W lipcu 1996 zdobył mistrzostwo Rosji, pokonując na punkty (5:0) Dienisa Popowa. W grudniu tego samego roku zwyciężył w Pucharze Kopenhagi 1996 pokonując kolejno na punkty (12:2) reprezentanta Szwecji Issama Karzoumi, Kubańczyka Ariela Hernándeza, a w finale Walerija Agafonowa (8:6).
W październiku 1997 był uczestnikiem Mistrzostw Świata 1997 w Budapeszcie. W 1/8 finału kategorii średniej pokonał na punkty (13:4) Polaka Tomasza Adamka, a w ćwierćfinale przegrał nieznacznie na punkty (8:10) z Niemcem Dirkiem Eigenbrodtem.
W maju 1998 zdobył brązowy medal na Mistrzostwach Europy 1998 w Mińsku. W ćwierćfinale pokonał na punkty (6:1) Czecha Rudolfa Kraja, a w półfinale przegrał z Irlandczykiem Brianem Magee. W lipcu tego samego roku zdobył brązowy medal na Igrzyskach Dobrej Woli 1998 w Nowym Jorku.